# Vizcondado de Llanteno
El Vizcondado de Llanteno es un título nobiliario español creado, junto con el Marquesado de Linares, por el rey Amadeo I el 11 de febrero de 1873 a favor de don José de Murga y Reolid, notable economista y senador del Reino. Su nombre se refiere al pueblo vasco de Llanteno, en la Tierra de Ayala. En 1902, tras la muerte del I vizconde, el título revertiría a la Corona y en 1912 sería rehabilitado por el rey Alfonso XIII a favor de don Eduardo de Murga y Goicoechea.

## Vizcondes de Llanteno
|                                 | Titular                                  | Periodo                         | Casa                            |
| Creación por Amadeo I de España | Creación por Amadeo I de España          | Creación por Amadeo I de España | Creación por Amadeo I de España |
| ------------------------------- | ---------------------------------------- | ------------------------------- | ------------------------------- |
| I                               | José de Murga y Reolid                   | 1873-1902                       | Casa de Linares                 |
| II                              | Eduardo de Murga y Goicochea             | 1912-¿?                         | Casa de Llanteno                |
| III                             | Eduardo de Murga e Ygual                 | ¿?-1936                         | Casa de Llanteno                |
| IV                              | Raúl de Murga e Ygual                    | 1906-1980                       | Casa de Llanteno                |
| V                               | Laura de Murga e Ygual                   | 1981-2002                       | Casa de Llanteno                |
| VI                              | Isabelle Jacqueline Parra Stucky de Quay | 2004-actualidad                 | Casa de Llanteno                |